# Jeune Cinéma

Jeune Cinéma est une revue de cinéma mensuelle à sa naissance, puis bimestrielle à partir de 2005, créée par Jean Delmas en septembre 1964 pour prolonger la découverte de nouvelles cinématographies au sein de la Fédération Jean-Vigo des ciné-clubs de jeunes qui, en 1960, regroupait 300 ciné-clubs de lycées.
C'est une association loi de 1901 à but non lucratif, qui refuse toute publicité.
Son format (14 x 24), l'absence de photos en couleurs et le refus de recourir à la publicité sont des caractéristiques de cette publication.

## Histoire de la revue
Jeune Cinéma a survécu à la disparition de la Fédération Jean Vigo bien que la revue ne soit pas distribuée par les NMPP.
La direction de sa rédaction a été assurée successivement par Jean Delmas de 1964 à 1979, Andrée Tournès de 1979 à 1991, et, depuis 1991, Lucien Logette, également collaborateur de La Quinzaine littéraire jusqu'en 2015.
La revue a fêté son cinquantième anniversaire en octobre 2014.
À cette occasion, au début de 2014, elle a ouvert un site Internet, dirigé par Anne Vignaux-Laurent. En liaison permanente avec la revue papier, il publie des textes anciens de son fonds, ainsi que, suivant l'actualité, de nouveaux textes inédits, et un blog informatif quotidien.

## Liste non exhaustive de collaborateurs et collaboratrices deJeune Cinéma
Personnes dont la collaboration avec Jeune Cinéma est effective pendant plusieurs années.
- Barthélémy Amengual
- Françoise Audé (Françoise Jeancolas)
- Maja Brick
- Bernard Chardère
- Jacques Chevallier
- Jean Delmas
- Fabian Gastellier
- Jean A. Gili
- Jean-Pierre Jeancolas
- Lucien Logette
- Jean-Max Méjean
- Paul Otchakovsky-Laurens
- Vincent Pinel
- René Prédal
- Enrique Seknadje
- Andrée Tournès
- Luce Vigo